# Wilhelm Mauer (Politiker)
Wilhelm Mauer (* 25. Februar 1903 in Raunheim; † 21. Februar 1974 ebenda) war ein hessischer Politiker (KPD Hessen) und ehemaliger Abgeordneter des Landtags des Volksstaates Hessen in der Weimarer Republik.

## Leben
Wilhelm Mauer war der Sohn des Eisenbahnarbeiters Heinrich Mauer und dessen Frau Berta geborene Rühl. Wilhelm Mauer war mit Luise geborene Risch verheiratet. Er arbeitete 1921 bis 1930 als Dreher bei Opel in Rüsselsheim. Dort war er Angehöriger der RGO. Wilhelm Mauer war 1931 bis 1933 hessischer Landtagsabgeordneter. Nach der Machtergreifung der Nationalsozialisten flüchtete er 1933 in die Schweiz.
Wilhelm Mauer war nach 1945 kommunalpolitisch in Raunheim tätig. Am 29. Juni 1948 wurde er als Beigeordneter in den Gemeindevorstand seiner Heimatgemeinde gewählt.